# Zikkurat (hudební skupina)
Zikkurat je česká hudební skupina, vzniklá na přelomu roku 1977 a 1978. Zakládajícími členy byli:
Jiří Křivka, Tomáš Havrda, Vilém Čok a Luděk Vejvoda. Ten se však zanedlouho odpojil a dal tak vzniknout Zikkuratu v nejslavnějším sestavení: Jiří Křivka – kytara, baskytara, syntezátory, bicí, zpěv, Tomáš Havrda – bicí, perkuse, a Vilém Čok – baskytara, kytara a zpěv. Zikkurat se nechal ovlivnit jazz rockem a funkem, kapelami hnutí Rock in Opposition, nastupujícím punkem (už na konci roku 1978 hráli převzaté věci od Sex Pistols, Stranglers, Ramones a dalších) a novou vlnou. Přelomové vystoupení bylo pro skupinu to na 9. Pražských jazzových dnech 3. listopadu 1979, které „rozbořila“ svým punkem (Zikkurati byli jedni z průkopníků čsl. punku). Zikkurat svou nezávislost a odpor k zařazování do škatulek vyhlásil článkem, otištěným v programu 9. PJD. Jiří Křivka směřoval koncepci skupiny na základě myšlenek Franka Zappy k absolutní svobodě vyjádření.[zdroj?]
Od začátku se tak do tvorby Zikkuratu dostávala alternativní, jazzrockovo-industriální poloha, hraná souběžně s punkem. Zikkurati byli opravdu velmi zvláštní výhonek české alternativní scény, často jejich skladby s vysokým podílem improvizace přesahovaly půlhodinovou stopáž. V letech 1979–81 stále koncertovali, jejich koncerty se vyznačovaly divokostí a energičností, kolikrát dokázali zdemolovat celý sál[zdroj?]. Občas si členové skupiny prohodili na koncertě nástroje, ve studiu hrál Tomáš Havrda i na celestu a Jiří Křivka na varhany Hammond. Se Zikkuratem hostovali saxofonisté Ota Balage nebo Mikoláš Chadima, na kytaru Milan Purnoch a Jaroslav Zajpt, na klávesy Petr Dikan. Pódiovou show na legendárním vystoupení v klubu U Zábranských v roce 1980 podpořil avantgardní tanečník Jiří Raška. Skupina používala i netradiční instrumenty (hadice od vysavače, polystyrénové bloky a syntezátory domácí výroby), pyrotechnické efekty a bizarní kostýmy.
V roce 1981 se v kapela dostala do vážné krize po nabídce, aby kompletní Zikkurat doplnil sestavu skupiny Pražský výběr, nebo aby jeden z nich nahradil odcházejícího Ondřeje Soukupa (nabídku dostává postupně Čok a pak Křivka, oba ji ale odmítají). Vilém Čok však nakonec kvůli nejisté budoucnosti nabídku přijal a Zikkurat se po předem připraveném policejním zásahu ve Vrchovinách 2. 7. 1981 rozpadá. Křivka se Zajptem se pak pokoušejí navázat spolupráci v duu Zakkurit, které však vydrží jen do konce roku (natočeno zatím nevydané album Všechno je jinak). Další pokusy obnovit Zikkurat v nové sestavě (Křivka, Havrda, Balage, Benda) narážejí na objektivní potíže (Havrda odjíždí studovat Státní konzervatoř v Teplicích) i nedostatek vůle všech zúčastněných. Původní sestava Zikkuratu s Balagem na klávesy se dává dohromady už jen jednou u příležitosti vzpomínkového koncertu v březnu 1982.

## Zikkurat II
V roce 1990 dává Křivka dohromady Zikkurat II ve zcela novém složení (Jiří Křivka – kytara, David Ondříček – klávesy, Martin Ryšan – baskytara, Jan Chromovský – bicí a Vladislav Kulhavý – zpěv). Skupina v roce 1990 nahrála (dodnes nevydané) první album Na břehu Eufratu a se saxofonistou Václavem Bratrychem soundtrack k filmu Pějme píseň dohola. Rozpadla se začátkem roku 1993.

## Zikkurat III
Na začátku roku 2005 dává opět Křivka dohromady tentokrát čistě punkový Zikkurat a ten po nesčetných personálních změnách hraje dodnes. Kapela se mimo jiné prezentuje ve stylizaci s indiánskými jmény jednotlivých členů. 15. února 2013 vystoupil Zikkurat v Paláci Akropolis u příležitosti 35. výročí svého založení. Na koncertě, který byl zaznamenán pro vydání na CD a DVD, vystoupil Zikkurat v základní sestavě Jiří Křivka (Letící orel – g, bg, synth, voc), Josef Hřeben (Vyjící kojot – bg, tpt, voc), Martin Marky Hochmann (Stojící býk – ds). V programu, který začal blokem cover verzí z legendárního alba Never Mind the Bollocks, Here's the Sex Pistols, se objevila řada hostů: Mikoláš Chadima (sax), Danny Vejvoda (gt), Ivan Bulička aka Stojící medvěd (bg), Zoltán Kilácsko, Adam Krejčík (ds) a Jiří Zmek (perc). Kromě několika nových písní zahrál Zikkurat s Mikolášem Chadimou legendárního Krysaře a novou verzi písničky WC čistící sůl, ve které se objevil Josef Hřeben jako sólista na trubku. Na celý rok 2013 skupina plánuje koncerty s výročním programem, kde se objeví i právě vzniklý Sex Pistols tribute band. Dne 26. března 2013 se Zikkurat zúčastnil akce Nová vlna se starým obsahem po 30 letech v Paláci Akropolis.